# ヨハン・サルヴァトール・フォン・エスターライヒ＝トスカーナ
ヨハン・ザルヴァトール・フォン・エスターライヒ＝トスカーナ（ドイツ語: Johann Salvator von Österreich-Toskana、1852年11月25日 - 1890年？）は、ハプスブルク＝ロートリンゲン家の一員。のち皇籍離脱してヨハン・オルト（Johann Orth）と名乗った。航海の旅に出て、南アメリカのホーン岬で遭難し、行方不明になった。

## 生涯
トスカーナ大公レオポルド2世とその妻である両シチリア王女マリア・アントニアとの間に、第十子（五男）として生まれた。
オーストリア皇太子ルドルフと親しく、プロイセン嫌いで、親ロシアの立場こそがハプスブルク君主国にとって望ましいとの考えを持っていた。オーストリア＝ハンガリー帝国の軍隊制度や教育制度、外交方針、さらには旧時代的な社会全般にも反発し、（才能豊かながらも）しばしば叱責を受けるハプスブルク家の問題児であった。

## 関連書籍
- 菊池良生『超説ハプスブルク家：貴賤百態大公戯』エイチアンドアイ、2016年2月。ISBN 9784908110030。

 ウィキメディア・コモンズには、ヨハン・サルヴァトール・フォン・エスターライヒ＝トスカーナに関するカテゴリがあります。